# Sebastian Steineke

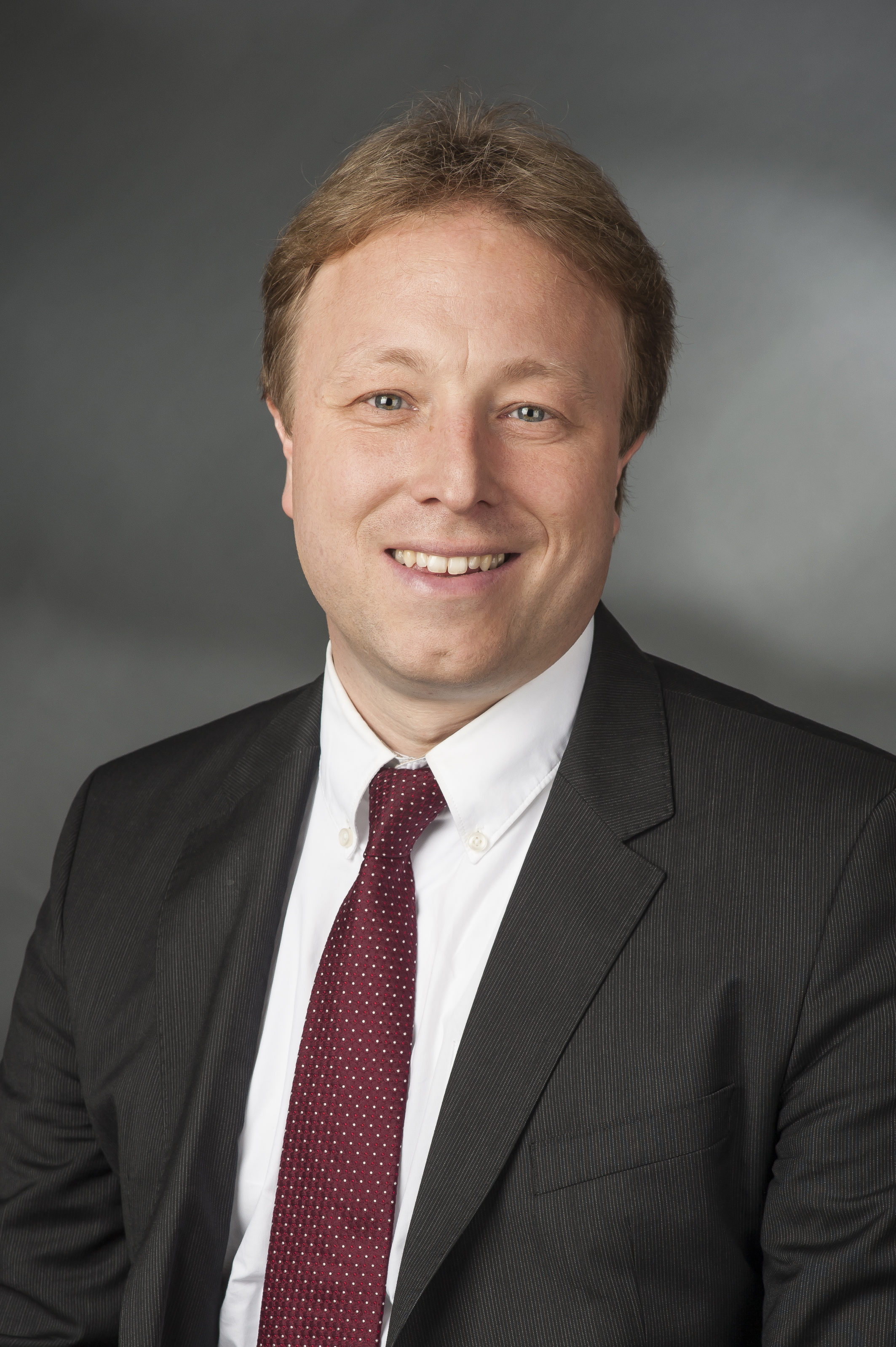
Sebastian Steineke (2014)

Sebastian Steineke (* 19. Juni 1973 in Hamburg) ist ein deutscher Politiker (CDU) und Rechtsanwalt. Er ist seit 2025 erneut Mitglied des Deutschen Bundestages, dem er bereits 2013 bis 2021 angehörte. Dort ist er seit dem 13. Mai 2025 Vorsitzender der CDU Landesgruppe Brandenburg.

## Persönliches
Nach dem Abitur am Heilwig-Gymnasium in Hamburg studierte Steineke Rechtswissenschaften an der Universität Hamburg. Nach dem Bestehen des Ersten Staatsexamens absolvierte er sein Referendariat in Schleswig-Holstein, Hamburg und Rheinland-Pfalz (Verwaltungsfachhochschule Speyer). Nach Abschluss mit dem Zweiten Staatsexamen arbeitete Steineke seit 2003 als selbstständiger Rechtsanwalt, seit 2005 in Neuruppin. Steineke ist verheiratet und hat zwei Söhne. Er lebt mit seiner Familie in Neuruppin.

## Politische Laufbahn

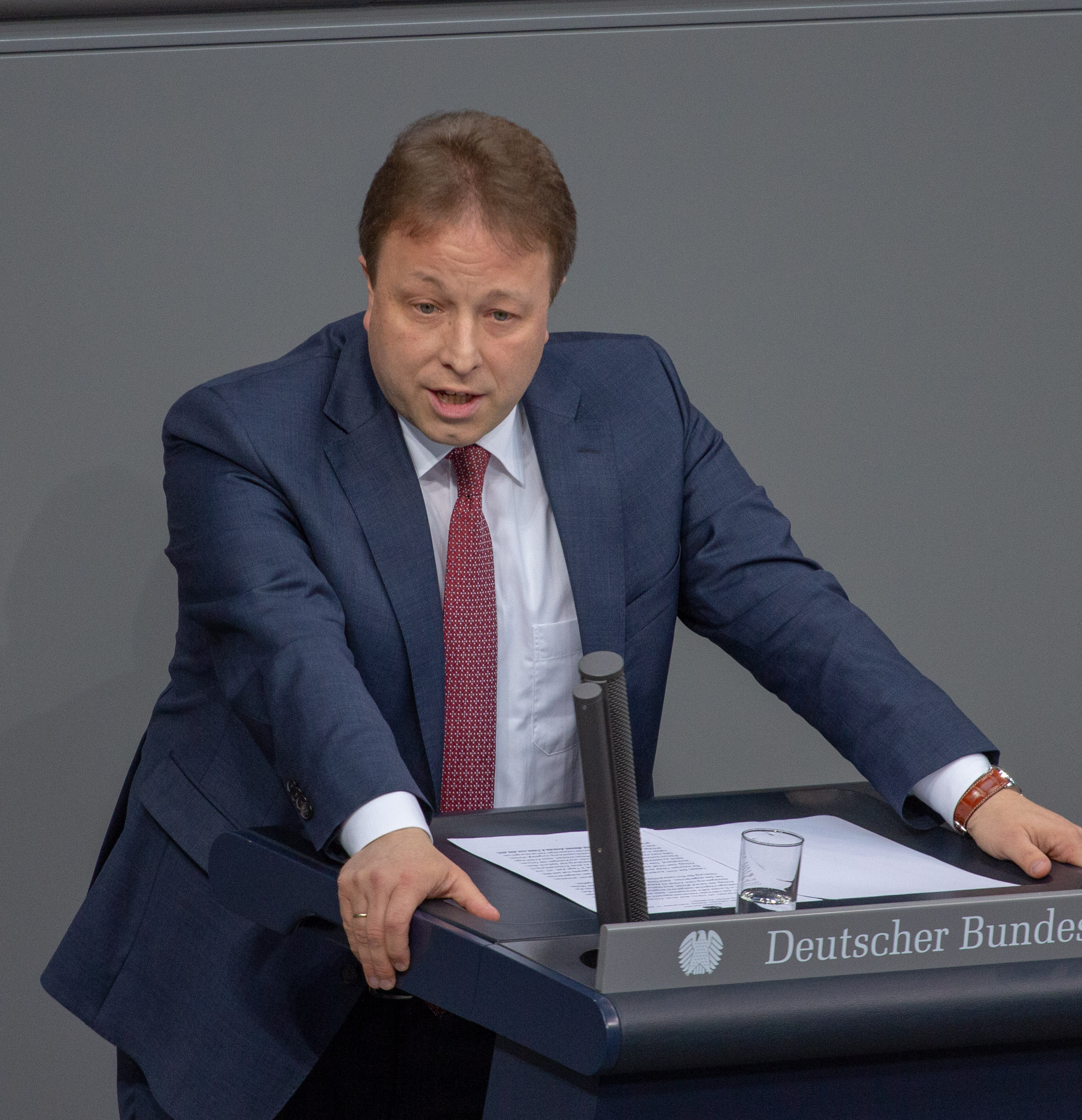
Sebastian Steineke im Deutschen Bundestag, 2019

2004 trat Steineke der CDU bei. Im Kreisverband der CDU Ostprignitz-Ruppin sitzt er seit 2009 im Kreisvorstand, zunächst als Pressesprecher, seit 2015 als stellvertretender Kreisvorsitzender. Er sitzt seit 2011 im Landkreis Ostprignitz-Ruppin für die CDU im Kreistag. Seit der Kommunalwahl 2014 ist er dort Fraktionsvorsitzender der CDU-Kreistagsfraktion. Zudem wurde er 2014 in die Stadtverordnetenversammlung der Stadt Neuruppin gewählt. Davor war er von 2008 bis 2014 Mitglied des Bau- und Wirtschaftsförderungsausschusses der Stadt Neuruppin als sachkundiger Einwohner. Seit 2019 gehört Steineke zudem dem Präsidium und Landesvorstand der CDU Brandenburg an.
Im Januar 2013 nominierte ihn seine Partei zum Kandidaten für die Bundestagswahl 2013 im Bundestagswahlkreis Prignitz – Ostprignitz-Ruppin – Havelland I. Der Wahlkreis ging seit 1994 stets an die SPD. Bei der Bundestagswahl 2013 gewann Sebastian Steineke mit 33,5 Prozent der Erststimmen dennoch das Direktmandat und zog somit in den Bundestag ein. Hier ist er ordentliches Mitglied des Ausschusses für Recht und Verbraucherschutz sowie stellvertretendes Mitglied im Haushaltsausschuss, im Ausschuss Digitale Agenda und im Richterwahlausschuss. Bei der Bundestagswahl 2017 verteidigte Steineke sein Direktmandat und gewann seinen Wahlkreis mit 30,8 Prozent der Erststimmen erneut. Im Februar 2020 ernannte ihn die CDU/CSU-Bundestagsfraktion zu ihrem Verbraucherschutzbeauftragten. Damit gehörte er dem Fraktionsvorstand an.
Bei der Bundestagswahl 2021 trat er wieder in seinem Wahlkreis an, verpasste jedoch diesmal den Einzug. Bei der Bundestagswahl 2025 konnte er den Wahlkreis erneut nicht gewinnen, zog aber über die Landesliste der CDU Brandenburg in den 21. Deutschen Bundestag ein. Seit dem 13. Mai 2025 ist er als Nachfolger von Jens Koeppen Vorsitzender der CDU Landesgruppe Brandenburg.